# Deportacija
Deportacija (iz lat. deportare "ukloniti") označava primjerice prisilnu deložaciju, premještanje, preseljenje ili nasilni prijevozu jedne ili više osoba. 
Obično iz političkih, vjerskih, etničkih ili drugih razloga.
Deportacija je često oblik kažnjavanja.
Nakon deportacije, obično slijedi neki oblik zatvora ili drugih oblika prisilnog boravka.

## Primjeri za deportacije
- Deportacija Židova tijekom Drugog svjetskog rata u koncentracijske logore i istrebljenje (Holokaust)[1][2]
- Deportacija Nijemaca primjerice iz Čehoslovačke, Poljske, SFR Jugoslavije nakon završetka Drugog svjetskog rata